# لبنان في ألعاب البحر الأبيض المتوسط 2005
لبنان في ألعاب البحر الأبيض المتوسط 2005 شاركت لبنان في النسخة الخامسة عشرة من دورة ألعاب البحر الأبيض المتوسط ، والتي اقيمت في مدينة المرية -إسبانيا في الفترة من 24 يونيو وحتي الثالث نت شهر يوليو 2005م، وقد مثل لبنان في هذه الدورة (20) رياضيًا بواقع (16) لاعب ، و (4) لاعبات، تنافسوا في العديد من اللعبات من بينها: الرماية، والجولف، وتنس الطاولة، وفي نهاية الدورة الخامسة عشرة من البطولة خرجت لبنان بدون اية ميدالية، ولذلك لم يتم ادراج اسمها في جدول الميداليات العام.

## جانب من منافسات الوفد اللبناني.
- استطاع الرباع "زكي عبدالله" وزن "56" كجم أن يسجل رقميين جديدين "125" و "130" ولكنه لم يوفق في رفع "133" كجم ؛ الأمر الذي حرمه من الحصول علي الميدالية البرونزية بفارق "3" كجم عن الرباع القبرصي "نايديد روسيف"، وحل سادسًا في الترتيب العام.[1]
- أخفق "جو سالم" في الحصول علي اية ميداليات في منافسات الرماية ، علي الرغم من حصوله علي ذهبية في الدورة السابقة ، حيث بلغ رصيد النقاط التي حصل عليها "109" من "125" ولم يتأهل للأدوار النهائية والتي تطلبت الحصول علي "115" نقطة على الاقل.[1]
- أخفق الرامي "أياد حيدر" في منافسات الرماية ، حيث حقق في مشاركته الدولية الاولى "99" نقطة من "125" وبطبيعة الحال لم يتأهل للتصفيات النهائية ولحق بزميله في الرماية "جو سالم". ولم يختلف الأمر كثيرًا بالنسبة للرامية "راي باسيل" والتي أخغقت غي الوصول إلي الأدوار النهائية بفارق بسيط عن الرامية الإيطالية.[1]